# 高楼房站
高楼房站是一个成昆线上的铁路车站，位于云南省禄丰县勤丰镇高楼村，建于1966年，邮政编码为651209。
高楼房站目前为五等站，隶属昆明铁路局管辖，西距广通站78公里，成都站1025公里，东距昆明站75公里。该站不办理客货运营业。